# Marginalkostnad
Marginalkostnad är den nationalekonomiska termen för kostnaden för ytterligare en enhet. Ibland används även termen gränskostnad. Normalt är marginalkostnaden förstaderivatan av totalkostnaden. Om totalkostnadsfunktionen kan beskrivas som: TC(Q) blir marginalkostnaden dTC/dQ eller TC'(Q).
Enklare uttryckt är marginalkostnaden den ökning av de totala kostnaderna som uppstår om man producerar ytterligare en (1 styck) enhet av en produkt, alltså kostnaden för den sist producerade enheten. 
Normalt är marginalkostnaden för ett företag först avtagande med ökad kvantitet, detta på grund av stordriftsfördelar. Om kvantiteten ökas ytterligare kommer marginalkostnaden åter öka eftersom vissa resurser som krävs för produktionen är mer eller mindre fixa och ökandet av icke-fasta resurser ger inte längre lika stor ökning av producerad kvantitet.

## Exempel
En cykelfabrik har en anställd som kan producera två cyklar i månaden. Nu levererar man en cykel i månaden. Får man en beställning på en cykel till blir marginalkostnaden enbart kostnaden för delarna till cykeln, till exempel 500 kr.
Får man därefter en beställning på ytterligare en cykel i månaden blir marginalkostnaden för denna delarna plus ytterligare en anställds månadslön, till exempel 500 + 20.000 kronor.